# Checkered Past
Checkered Past è il tredicesimo album in studio degli L.A. Guns pubblicato nel 2021 dalla Frontiers Records .

## Tracce
1. Cannonball
2. Bad Luck Charm
3. Living Right Now
4. Get Along
5. If It's Over Now
6. Better than You
7. Knock Me Down
8. Dog
9. Let You Down
10. That Ain’t Why
11. Physical Itch

## Formazione
- Phil Lewis (voce)
- Tracii Guns (chitarra, cori)
- Ace Von Johnson (chitarra, cori)
- Johnny Martin (basso)
- Scot Coogan (batteria)

Musicisti ospiti
- Leon Van Egmond (armonica nella traccia 2)
- Adam Hamilton (batteria)